# Drapeau de la Bouriatie

Le drapeau de la Bouriatie (en bouriate : Буряад Уласай туг, russe : флаг Бурятии, flag Bouriatii) est l’un des symboles de la Bouriatie, l’une des républiques de Russie. Il a été adopté en 1992.

## Description
La loi de la république de Bouriatie relative à son drapeau national le définit ainsi :

« Le drapeau national de la république de Bouriatie se présente sous la forme d’un rectangle constitué de trois bandes horizontales colorées : celle du haut est de couleur bleu foncé et a une largeur égale à deux quarts de la largeur, celle du milieu est de couleur blanche et occupe un quart de la largeur, et celle d’en bas est de couleur jaune et occupe un quart de la largeur du drapeau.
Dans le coin en haut à gauche de la partie bleue du drapeau, séparé de la hampe par un quart de la longueur du drapeau, est représenté un symbole traditionnel de la Bouriatie (soyombo) de couleur jaune, qui est constitué d’une représentation de la lune, du soleil et d’un feu, dans l’ordre suivant : en bas un croissant de lune, au-dessus de lui un disque solaire, et au-dessus deux la représentation d’un feu avec trois flammes.
Le rapport entre la largeur et la longueur du drapeau est 1:2. »